# Anabola Melodier
Anabola Melodier är ett musikalbum av punkbanden Coca Carola och 23 Till släppt 1988 på Beat Butchers. 

## Låtar på albumet
| Nr  | Band        | Titel                          | Längd |
| --- | ----------- | ------------------------------ | ----- |
| 1.  | Coca Carola | Upp igen                       |       |
| 2.  | Coca Carola | Kom och dansa                  |       |
| 3.  | Coca Carola | Ingenstanz                     |       |
| 4.  | Coca Carola | Varje morgon                   |       |
| 5.  | Coca Carola | Vem är jag (och vad gör jag)   |       |
| 6.  | Coca Carola | Jag vill ha sex                |       |
| 7.  | 23 Till     | Pirayor                        |       |
| 8.  | 23 Till     | Medicin                        |       |
| 9.  | 23 Till     | Club Tristesse                 |       |
| 10. | 23 Till     | Får jag lov                    |       |
| 11. | 23 Till     | Välkommen till den nya fronten |       |
| 12. | 23 Till     | Tunn is                        |       |